# Говоров, Леонид Ипатьевич
Леонид Ипатьевич Говоров (16 апреля 1885 — 28 июля 1941) — советский учёный, агроном-селекционер, первый заведующий отделом зернобобовых ВИР.

## Биография
Сын псаломщика. Родился в слободе Дарьевка Таганрогского округа Области Войска Донского. Окончил семинарию.
В 1907 года поступил в Московский сельскохозяйственный институт, в 1912 году сдал экзамены за полный курс обучения по специальности «растениеводство».
1912—1915 практикант на селекционной станции Петровской сельскохозяйственной академии, в 1913 г. в командировке в Австрии, Германии, Швеции.
1915—1923 помощник заведующего селекционной станцией (Д. Л. Рудзинского).
В апреле 1923 года назначен заведующим отдела зерновых бобовых культур Отдела прикладной ботаники и селекции ГИОА. В 1924—1927 по совместительству заведующий и научный руководитель Степной опытной станции в Воронежской области — филиала института (будущей Каменностепной ОС ВИР).
Принимал активное участие в разработке районирования зерновых и зернобобовых культур, издании «Руководства по апробации главнейших зерновых бобовых культур».
Написал 3 главы книги «Теоретические основы селекции» (1935) и главу «Pisum L. — Горох» четвёртого тома справочника «Культурная флора СССР. Зерновые бобовые» под редакцией Н. И. Вавилова (1937).
В 1934 году на заседании Президиума ВАСХНИЛ без защиты диссертации утверждён в степени доктора биологических и сельскохозяйственных наук по разделу систематики и селекции культурных растений.
Профессор Ленинградского СХИ, где читал курсы растениеводства и селекции, с 1939 года зав. кафедрой селекции. Также с 1939 г. профессор кафедры генетики растений Ленинградского университета.
Арестован 15 февраля 1941. Военная коллегия Верховного суда СССР 9 июля 1941 г. приговорила его к ВМН по обвинению в участии в контрреволюционной террористической организации. Расстрелян 28.07.1941 на полигоне «Коммунарка». По другим данным, умер в тюрьме 13 января 1943 г.
Реабилитирован в 1956 г.